# Ragazze a Beverly Hills (serie televisiva)
Ragazze a Beverly Hills (Clueless) è una serie televisiva statunitense in 62 episodi trasmessi per la prima volta nel corso di 3 stagioni dal 1996 al 1999.
È una sit-com tratta dall'omonimo film che Amy Heckerling diresse nel 1995.

## Personaggi e interpreti

### Personaggi principali
- Cher Horowitz (stagioni 1-3), interpretata da Rachel Blanchard.
- Dionne "Dee" Davenport (stagioni 1-3), interpretata da Stacey Dash.
- Murray (stagioni 1-3), interpretato da Donald Faison.
- Amber Mariens (stagioni 1-3), interpretata da Elisa Donovan.
- Sean Holiday (stagioni 1-3), interpretato da Sean Holland.
- Mel Horowitz (stagioni 2-3), interpretato da Doug Sheehan.

### Personaggi secondari
- Sean Holiday (stagione 1), interpretato da Chris M. Allport.
- Mel Horowitz (stagione 1), interpretato da Michael Lerner.
- Miss Geist (stagione 1), interpretato da Twink Caplan.
- Mr. Hall (stagione 1), interpretato da Wallace Shawn.
- Josh (stagione 1), interpretato da David Lascher.
- Coach Millie Deemer (stagioni 1-3), interpretata da Julie Brown.
- Nicole (stagione 1), interpretata da Nicole Bilderback.
- Tai (stagione 1), interpretata da Heather Gottlieb.
- Tripp Mariens (stagioni 1-3), interpretato da Dwayne Hickman.
- Marshall Gasner (stagioni 2-3), interpretato da Danny Strong.
- Ginger Mariens (stagioni 2-3), interpretata da Linda Carlson.
- Coach Graham Bullock (stagioni 2-3), interpretato da Bill Kirchenbauer.
- Rand (stagioni 2-3), interpretato da John O'Brien.
- Mrs. Mumford (stagione 2), interpretata da Cristine Rose.
- Larry (stagione 2), interpretato da Jeremy Wieand.
- Julie Sinclair (stagione 3), interpretata da K.D. Aubert.

### Guest star
Paul Rudd, che nell'omonimo film interpretava Josh, appare anche nella serie in un breve cameo nei panni di un ragazzo che suona in una band e che ha una piccola storia con Cher.

## Distribuzione
In Italia è stata trasmessa da Rai Due come Le ragazze di Beverly Hills, su Paramount Comedy come Ragazze a Beverly Hills  e su MTV con il titolo originale Clueless.

## Episodi
| Stagione         | Episodi | Prima TV originale | Prima TV Italia |
| ---------------- | ------- | ------------------ | --------------- |
| Prima stagione   | 18      | 1996-1997          | 2003            |
| Seconda stagione | 22      | 1997-1998          | 2003            |
| Terza stagione   | 22      | 1998-1999          | 2003            |